# 地下鉄成増駅
地下鉄成増駅（ちかてつなりますえき）は、東京都板橋区成増二丁目にある、東京地下鉄（東京メトロ）の駅である。

## 概要
有楽町線と副都心線が乗り入れる。当駅を含む和光市駅 - 小竹向原駅の区間は、有楽町線と副都心線が線路を共有している。駅番号は有楽町線がY 02、副都心線がF 02である。
当駅の北方に位置する東武鉄道東上本線の成増駅と区別するため、駅名に「地下鉄」を冠している。PASMO・Suicaでの履歴は「地下成増」と印字・表示される（隣の地下鉄赤塚駅も同様）。
東京メトロの駅で唯一板橋区に所在する。板橋区最西端の駅であり、東武鉄道の成増駅よりも僅かに西にある。

## 歴史
- 1972年（昭和47年）2月26日：当駅を含む第8号線「成増一工区 - 赤塚二工区」（当駅 - 現・地下鉄赤塚駅付近）間の土木工事に着手[3][4]。計画段階での仮称は「成増」。
- 1975年（昭和50年）3月25日：当駅を含む第8号線「成増一工区 - 赤塚二工区」間の土木工事完成[3][4]。
  - これは、川越街道（国道254号）の地下を通る同区間は用地買収がほとんどなく、順調に工事が進められたためである[3]。しかし、前後の区間の完成・開業が大幅に遅れたため、8年間にわたって施設は未供用の状態となっていた[3]。
- 1983年（昭和58年）
  - 6月23日：当駅で有楽町線開業記念式典（修祓式）を実施[5]。
  - 6月24日：帝都高速度交通営団（営団地下鉄）有楽町線当駅 - 池袋間の開通により、営団成増駅（えいだんなりますえき）として開業[2][5]。当時は起点駅。東武東上線成増駅との連絡運輸を開始。
    - 東武鉄道成増駅と区別するため、帝都高速度交通営団の略称「営団」を冠した駅名となった。
- 1987年（昭和62年）8月25日：有楽町線が和光市駅まで延伸され、途中駅となる。成増駅との連絡運輸を取り止め。
- 2004年（平成16年）4月1日：営団地下鉄民営化に伴い、当駅は東京地下鉄（東京メトロ）に継承される[6]。駅名を「地下鉄成増駅」に改称[1]。
- 2007年（平成19年）3月18日：ICカード「PASMO」の利用が可能となる[7]。
- 2008年（平成20年）6月14日：副都心線の開業に伴い、有楽町線と副都心線の共用駅となる[8][9]。
- 2010年（平成22年）10月16日：ホームドアの使用を開始[10]。
- 2011年（平成23年）2月23日：発車メロディを導入[11]。

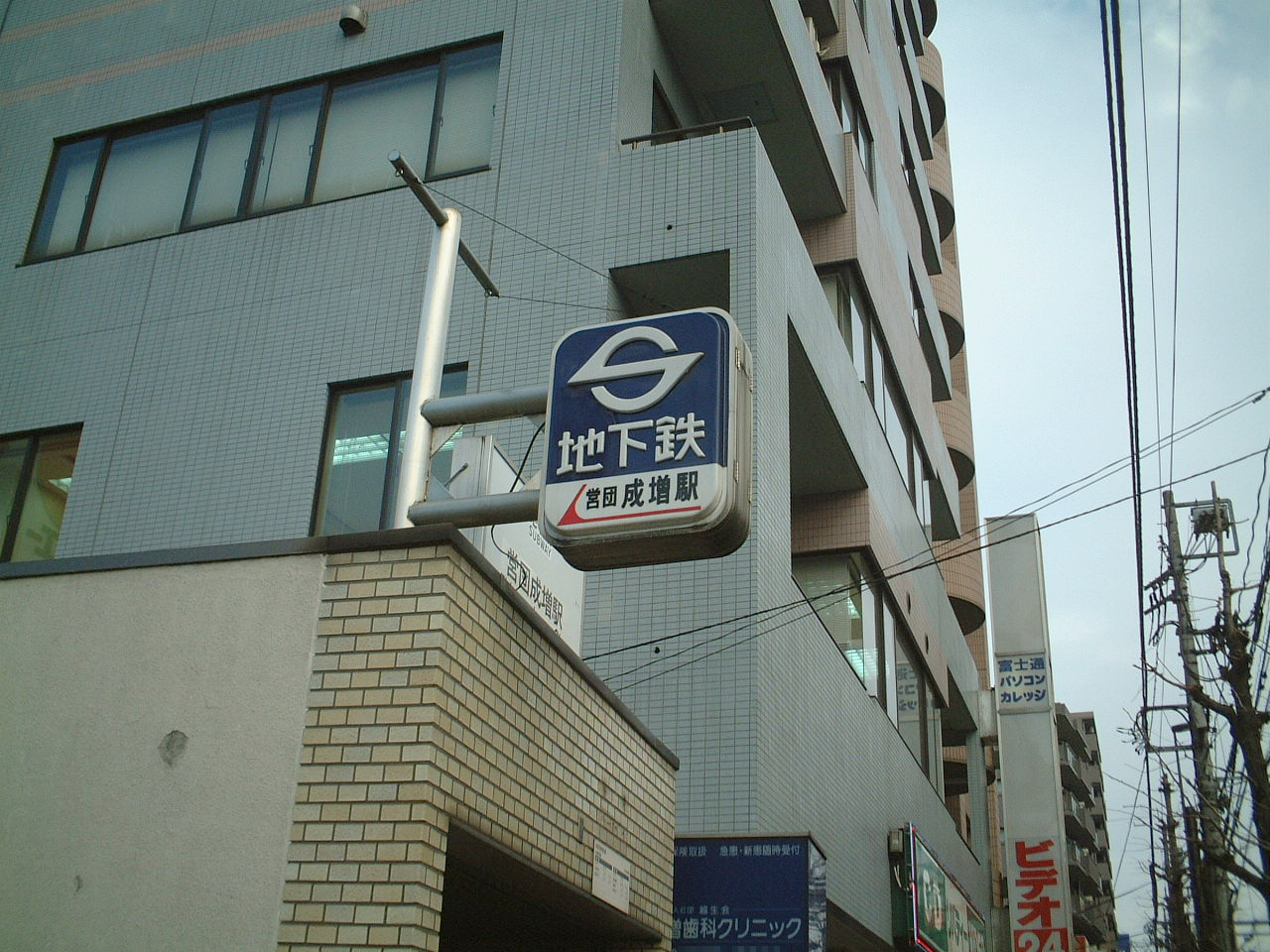
営団地下鉄時代の2番出口
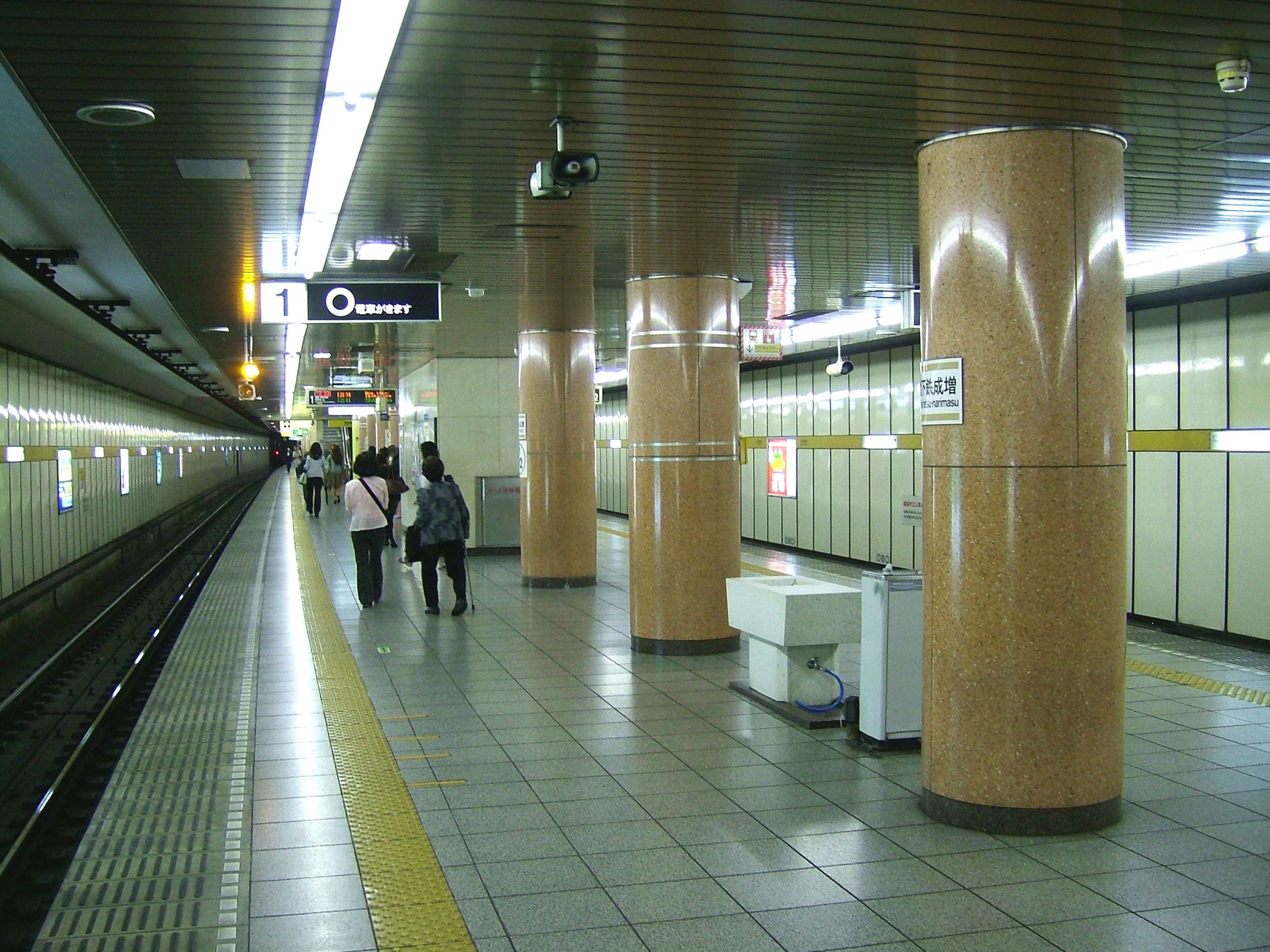
ホームドア設置前（2008年5月）

## 駅構造
島式ホーム1面2線を有する地下駅。
1987年8月25日までは有楽町線の終着駅であったが、その名残りとして地下鉄赤塚寄りに両渡り線が存在する。そのため大幅にダイヤが乱れた際は当駅で折り返しを行う場合がある。

### のりば
| 番線 | 路線              | 行先                 |
| ---- | ----------------- | -------------------- |
| 1    | 有楽町線          | 新木場方面           |
| 1    | 副都心線          | 渋谷方面             |
| 2    | 有楽町線 副都心線 | 和光市・森林公園方面 |

（出典：東京メトロ:構内図）

### 発車メロディ
2011年2月23日からスイッチ制作の発車メロディ（発車サイン音）を使用している。
曲は1番線が「電車ライト」（福嶋尚哉作曲）、2番線が「はらり」（塩塚博作曲）である。

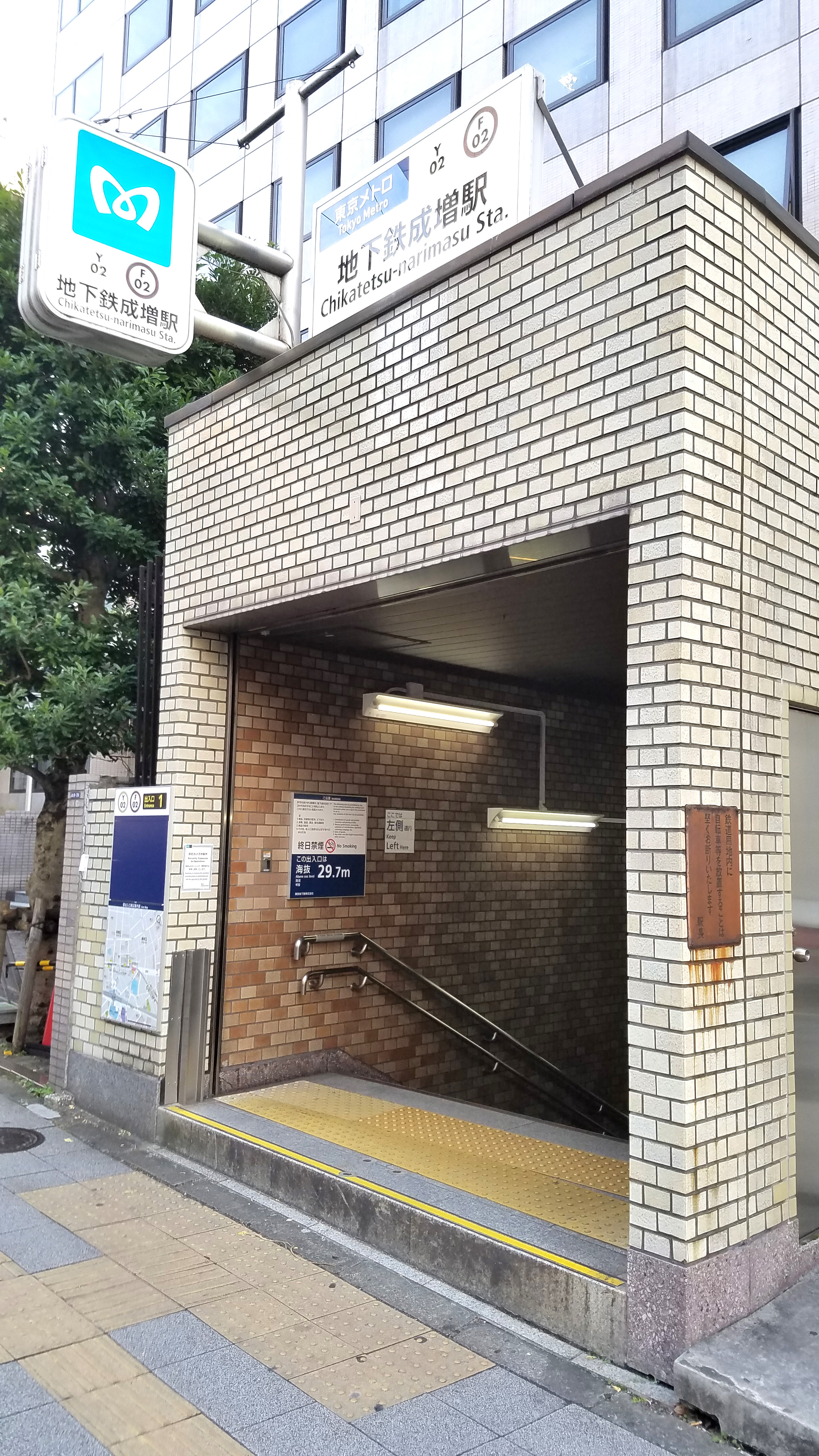
1番出入口（2021年12月）
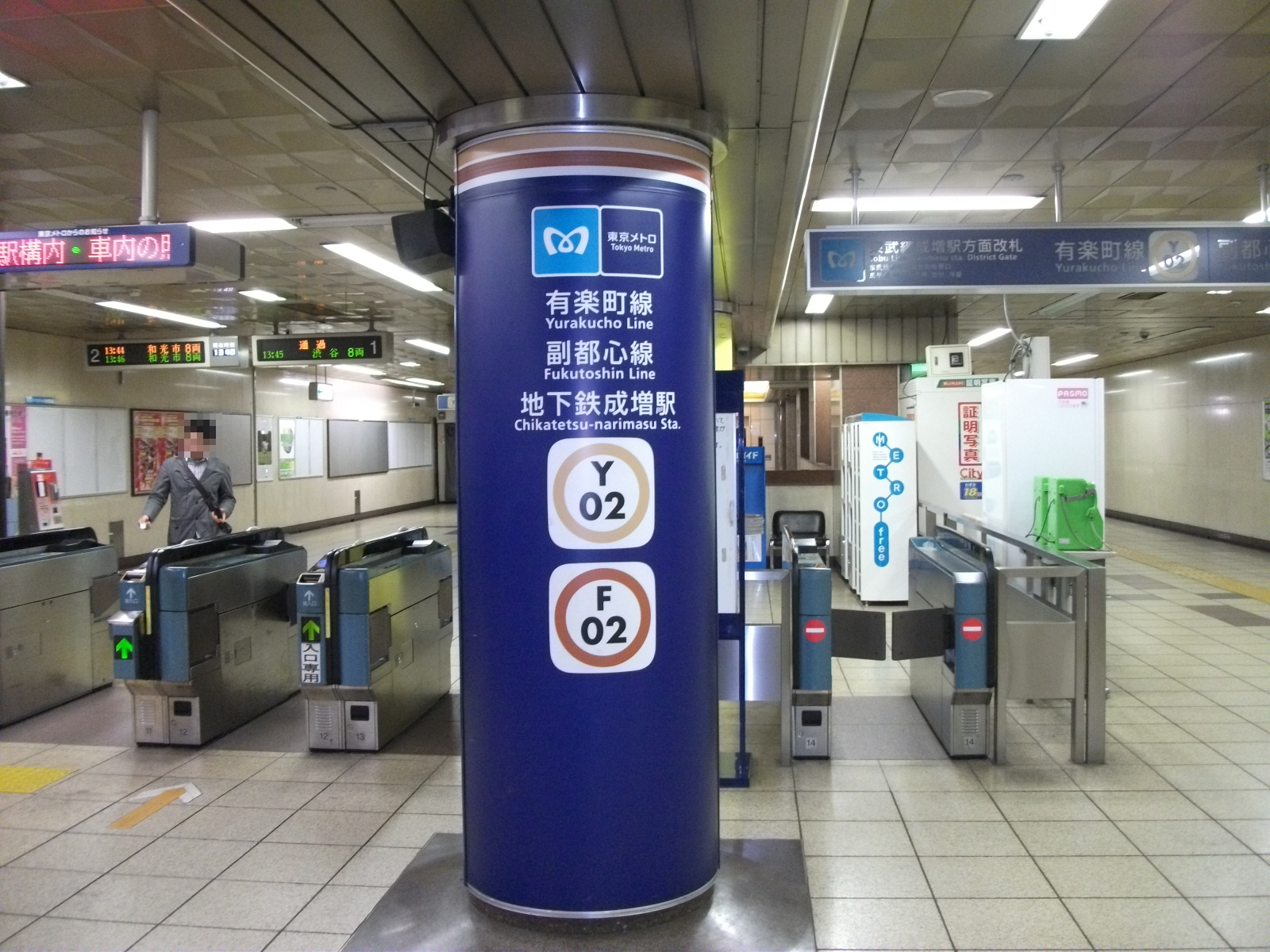
改札口（2011年5月）
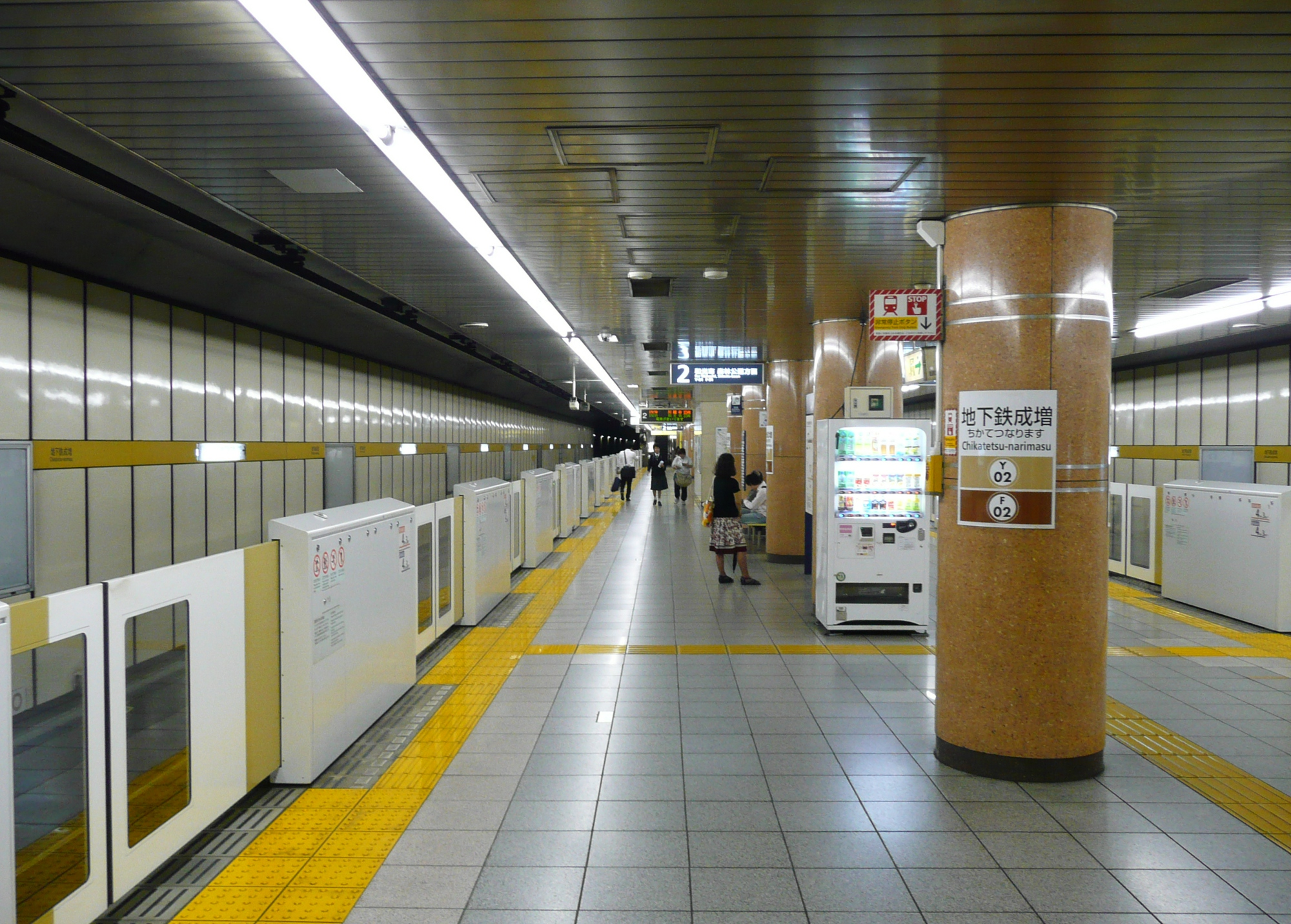
ホーム（2012年5月）

## 利用状況
2024年度の1日平均乗降人員は50,698人であり、東京メトロ全130駅中76位。
近年の1日平均乗降・乗車人員の推移は下表の通りである。
| 年度               | 1日平均 乗降人員 | 1日平均 乗車人員 | 出典     |
| ------------------ | ---------------- | ---------------- | -------- |
| 1990年（平成02年） |                  | 20,512           | [ * 1 ]  |
| 1991年（平成03年） |                  | 19,620           | [ * 2 ]  |
| 1992年（平成04年） |                  | 18,468           | [ * 3 ]  |
| 1993年（平成05年） |                  | 18,189           | [ * 4 ]  |
| 1994年（平成06年） |                  | 17,841           | [ * 5 ]  |
| 1995年（平成07年） |                  | 17,921           | [ * 6 ]  |
| 1996年（平成08年） |                  | 18,296           | [ * 7 ]  |
| 1997年（平成09年） |                  | 18,036           | [ * 8 ]  |
| 1998年（平成10年） |                  | 17,452           | [ * 9 ]  |
| 1999年（平成11年） |                  | 17,005           | [ * 10 ] |
| 2000年（平成12年） |                  | 16,811           | [ * 11 ] |
| 2001年（平成13年） |                  | 16,553           | [ * 12 ] |
| 2002年（平成14年） | 32,338           | 16,454           | [ * 13 ] |
| 2003年（平成15年） | 32,662           | 16,630           | [ * 14 ] |
| 2004年（平成16年） | 33,495           | 16,897           | [ * 15 ] |
| 2005年（平成17年） | 33,868           | 17,074           | [ * 16 ] |
| 2006年（平成18年） | 34,874           | 17,484           | [ * 17 ] |
| 2007年（平成19年） | 36,030           | 18,180           | [ * 18 ] |
| 2008年（平成20年） | 40,480           | 20,240           | [ * 19 ] |
| 2009年（平成21年） | 42,801           | 21,417           | [ * 20 ] |
| 2010年（平成22年） | 44,488           | 21,995           | [ * 21 ] |
| 2011年（平成23年） | 43,643           | 21,791           | [ * 22 ] |
| 2012年（平成24年） | 45,573           | 22,717           | [ * 23 ] |
| 2013年（平成25年） | 47,653           | 23,760           | [ * 24 ] |
| 2014年（平成26年） | 47,857           | 23,804           | [ * 25 ] |
| 2015年（平成27年） | 49,254           | 24,486           | [ * 26 ] |
| 2016年（平成28年） | 50,827           | 25,244           | [ * 27 ] |
| 2017年（平成29年） | 52,212           | 25,937           | [ * 28 ] |
| 2018年（平成30年） | 53,402           | 26,521           | [ * 29 ] |
| 2019年（令和元年） | 53,700           | 26,702           | [ * 30 ] |
| 2020年（令和02年） | 39,414           |                  |          |
| 2021年（令和03年） | 40,561           |                  |          |
| 2022年（令和04年） | 44,314           |                  |          |
| 2023年（令和05年） | 47,806           |                  |          |
| 2024年（令和06年） | 50,698           |                  |          |

## 駅周辺
東上線と並行して国道254号（川越街道）が走り、その地下に駅が位置する。西側に白子川が流れており、東埼橋が架かる。この付近にかつて川越街道白子宿が存在していた。武蔵野台地と荒川低地との境に当たる上に、白子川および支流の百々向川（暗渠化）の影響で当駅周辺は起伏に富み、坂が多い。
- 国道254号（川越街道）
- 東武東上線成増駅
- ACT1
  - 板橋区成増地域センター（アクトホール）
  - 西友成増店
- アリエス
  - ハローワークプラザ成増
  - 板橋成増ヶ丘郵便局
  - 板橋区立成増図書館
  - 国際興業バス成増駅北口案内所
- 板橋区成増社会教育会館
- 板橋成増郵便局
- 三井住友銀行成増支店
- みずほ銀行成増支店
- りそな銀行成増支店
- 東武ストア成増店
- マルエツ成増南口店
- モスバーガー成増店
- MEGAドン・キホーテ 成増店（2024年3月13日開店）[20]
- 埼玉病院

学校・大学
- 板橋区立成増小学校
- 板橋区立成増ヶ丘小学校
- 板橋区立赤塚第二中学校
- 練馬区立旭町小学校
- 練馬区立豊渓中学校
- 日本ウェルネススポーツ大学東京キャンパス

## バス路線
西武バス・東武バスウエスト・国際興業バスにより運行される以下の路線が発着する。
駅直上の国道254号上、成増交差点東側上り車線に「地下鉄成増駅」（西武バス）「成増駅前」（国際興業バス）、成増交差点西側上下車線に「成増町」（西武バス）「成増駅入口」（東武バスウエスト・国際興業バス）の停留所がそれぞれほぼ同位置に設置されている。また、成増交差点南側に「成増一丁目」停留所がある。
これらの他、至近にある東上線成増駅北口からも多数の路線バスが発着している（成増駅#北口参照）。

### 地下鉄成増駅 / 成増駅前
- 練47：豊島園経由 練馬駅北口行き（西武バス）
- 光31：光が丘駅行き（西武バス）
- 練高01：光が丘駅経由 練馬高野台駅行き（西武バス）
- 練高02・深夜バス：光が丘駅、練馬高野台駅経由 南田中車庫行き（西武バス）
- 石03：練馬北町車庫行き（国際興業バス）

### 成増町 / 成増駅入口
国道254号下り車線・1番出口前（西武バス・国際興業バス）
- 吉60：谷原三丁目、石神井公園駅北口、上石神井駅経由 吉祥寺駅行き（西武バス）
- 石11：谷原三丁目、石神井公園駅北口経由 西武車庫行き（西武バス）
- 増72：白子折返場（土支田交番）行き（西武バス）
- 練40：谷原三丁目経由 南田中車庫行き（西武バス）
- 練42：谷原三丁目経由 練馬駅北口行き（西武バス）
- 石02・石03：比丘尼橋経由 石神井公園駅北口行き（石02は西武バス・国際興業バス共同運行、石03は国際興業バスのみ。国際興業バスの石02は深夜バスあり）
- 増16：比丘尼橋行き（国際興業バス）
- 増16-2：比丘尼橋経由 三軒寺行き（国際興業バス。深夜バスのみ）
- 泉33・深夜バス：南大和、長久保経由 大泉学園駅南口行き（西武バス）
- 泉34：南大和経由 長久保行き（西武バス）

国道254号下り車線・成増スキップ村商店街入口先（東武バスウエスト）
- 増32：埼玉病院、団地西口経由 南大和行き
- 増32：団地西口経由 南大和行き（平日のみ深夜バスあり）
- 増32：埼玉病院行き
- 和06：埼玉病院、税務大学正門、西大和団地経由 和光市駅南口行き
- 和06：税務大学正門、西大和団地経由 和光市駅南口行き
- 和06：税務大学正門行き

国道254号上り車線・2番出口手前（西武バス・東武バスウエスト）
- 泉33・泉34・泉36・増32・和06：成増駅南口行き

### 成増一丁目
- 石02・増16：成増駅南口行き（石02は西武バス・国際興業バス共同運行、増16は国際興業バスのみ）
- 石03：成増駅南口経由 練馬北町車庫行き（国際興業バス）
- 吉60・増72・練40・練42：成増町行き（西武バス）

## 隣の駅
東京地下鉄（東京メトロ）
 有楽町線
■各駅停車
和光市駅 (Y 01) - 地下鉄成増駅 (Y 02) - 地下鉄赤塚駅 (Y 03)
 副都心線
■急行
通過
■通勤急行・■各駅停車
和光市駅 (F 01) - 地下鉄成増駅 (F 02) - 地下鉄赤塚駅 (F 03)